# 김향숙
김향숙(1952년 7월 15일- )은 부산 출생으로 이화여대 화학과를 졸업하였으며 1977년 월간지 여성동아에 <기구야, 어디로 가니>가 당선되어 등단한 대한민국의 소설가이다. 1990년 《안개의 덫》으로 동인문학상을 수상했다.

## 주요작품
- <겨울의 빛>
- <부르는 소리>
- <떠나가는 노래>
- <우리 파수꾼>
- <안개의 덫>
- <문 없는 나라>
- <잠들지 않는 바다>
- <스무살이 되기전의 날들>
- <상처>
- <새벽편지>
- 수레바퀴 속에서

## 참고 문헌
- 21회 동인문학상 수상자[깨진 링크]
- 네이버 인물검색[깨진 링크(과거 내용 찾기)]